# Championnat de Jordanie de football 1982
Navigation
Saison précédente Saison suivante
La saison 1982 du Championnat de Jordanie de football est la trente-quatrième édition du championnat de première division en Jordanie. La compétition est disputée sous forme de poule unique où les dix meilleurs clubs du pays s'affrontent deux fois au cours de la saison, à domicile et à l'extérieur. En fin de saison, les deux derniers du classement sont relégués et remplacés par les deux meilleurs clubs de deuxième division.
C'est le club d'Al Ramtha SC, tenant du titre,  qui remporte à nouveau la compétition après avoir terminé en tête du classement, avec trois points d'avance sur Al-Weehdat Club et quatre sur Al-Faisaly Club. C'est le second titre de champion de Jordanie de l'histoire du club, qui rate encore une fois le doublé en s'inclinant en finale de la Coupe de Jordanie, face à Al-Weehdat.

## Les clubs participants
| - Al-Weehdat Club - Al Ramtha SC - Al Hussein Irbid - Al-Ahli Amman - Amman SC | - Al Jazira Amman - Al-Faisaly Club - Al Buqa'a - Promu de D2 - Ain Karem SC - Al-Qadisiya SC - Promu de D2 |

## Compétition

### Classement
Le barème utilisé pour établir le classement est le suivant :
- Victoire : 2 points
- Match nul : 1 point
- Défaite : 0 point

| Rang | Équipe           | Pts | J  | G  | N | P  | Bp | Bc | Diff |
| ---- | ---------------- | --- | -- | -- | - | -- | -- | -- | ---- |
| 1    | Al Ramtha SCT    | 30  | 18 | 13 | 4 | 1  | 26 | 9  | +17  |
| 2    | Al-Weehdat ClubC | 27  | 18 | 12 | 3 | 3  | 26 | 12 | +14  |
| 3    | Al-Faisaly Club  | 26  | 18 | 10 | 6 | 2  | 27 | 9  | +18  |
| 4    | Al Jazira Amman  | 19  | 18 | 7  | 5 | 6  | 24 | 20 | +4   |
| 5    | Al Hussein Irbid | 18  | 18 | 5  | 8 | 5  | 17 | 13 | +4   |
| 6    | Amman SC         | 15  | 18 | 7  | 1 | 10 | 27 | 24 | +3   |
| 7    | Al-Ahli Amman    | 15  | 18 | 5  | 5 | 8  | 12 | 15 | -3   |
| 8    | Ain Karem SC     | 15  | 18 | 5  | 5 | 8  | 17 | 26 | -9   |
| 9    | Al-Qadisiya SCP  | 12  | 18 | 2  | 8 | 8  | 20 | 27 | -7   |
| 10   | Al Buqa'aP       | 3   | 18 | 1  | 1 | 16 | 9  | 50 | -41  |

|  | Champion de Jordanie 1982                                                                |
|  | Relégation directe en Premier Division                                                   |
|  | T : Tenant du titre C : Vainqueur de la Coupe de Jordanie P : Promu de deuxième division |

### Matchs
| Résultats (▼dom., ►ext.) | Fai | Wee | Ram | Ahl | Jaz | Hus | Amm | Qad | Buq | Ain |
| Al-Faisaly Club          |     | 1-0 | 0-0 | 2-0 | 1-1 | 1-0 | 1-0 | 0-0 | 3-0 | 1-1 |
| Al-Weehdat Club          | 1-0 |     | 0-1 | 3-1 | 2-1 | 1-1 | 1-0 | 1-0 | 2-0 | 2-1 |
| Al Ramtha SC             | 2-1 | 3-2 |     | 0-2 | 1-0 | 1-0 | 3-0 | 2-2 | 2-1 | 2-0 |
| Al-Ahli Amman            | 0-1 | 1-1 | 0-1 |     | 1-1 | 0-0 | 2-1 | 0-0 | 2-0 | 0-1 |
| Al Jazira Amman          | 2-2 | 0-2 | 0-0 | 0-1 |     | 0-0 | 2-0 | 3-5 | 1-0 | 2-0 |
| Al Hussein Irbid         | 0-0 | 0-1 | 0-0 | 1-0 | 0-1 |     | 1-0 | 2-2 | 4-0 | 0-0 |
| Amman SC                 | 1-2 | 2-2 | 1-2 | 2-1 | 1-2 | 3-0 |     | 1-0 | 4-1 | 1-2 |
| Al-Qadisiya SC           | 0-2 | 0-1 | 0-1 | 0-0 | 1-5 | 2-3 | 0-3 |     | 0-0 | 1-1 |
| Al Buqa'a                | 0-7 | 0-3 | 0-2 | 0-1 | 1-2 | 1-5 | 1-3 | 0-5 |     | 2-1 |
| Ain Karem SC             | 1-2 | 0-1 | 0-3 | 1-0 | 2-1 | 0-0 | 1-4 | 2-2 | 3-2 |     |

## Bilan de la saison
| Championnat de Jordanie de football 1982 |                         |
| Champion                                 | Al Ramtha SC (2e titre) |
| Coupes et trophées                       |                         |
| Vainqueur de la Coupe de Jordanie 1982   | Al-Weehdat Club         |
| Promotions et relégations                |                         |
| Promus en première division              | Al Nasr Amman           |
| Promus en première division              | Al Balqaa               |
| Relégués en deuxième division            | Al Buqa'a               |
| Relégués en deuxième division            | Al-Qadisiya SC          |